# Chrysso
Chrysso is een geslacht van spinnen uit de  familie van de Theridiidae (kogelspinnen).

## Soorten
- Chrysso albomaculata O. P.-Cambridge, 1882
- Chrysso alecula Levi, 1962
- Chrysso anei Barrion & Litsinger, 1995
- Chrysso antonio Levi, 1962
- Chrysso argyrodiformis (Yaginuma, 1952)
- Chrysso arima Levi, 1962
- Chrysso arops Levi, 1962
- Chrysso backstromi (Berland, 1924)
- Chrysso barrosmachadoi Caporiacco, 1955
- Chrysso bimaculata Yoshida, 1998
- Chrysso calima Buckup & Marques, 1992
- Chrysso cambridgei (Petrunkevitch, 1911)
- Chrysso caraca Levi, 1962
- Chrysso caudigera Yoshida, 1993
- Chrysso compressa (Keyserling, 1884)
- Chrysso cyclocera Zhu, 1998
- Chrysso diplosticha Chamberlin & Ivie, 1936
- Chrysso ecuadorensis Levi, 1957
- Chrysso fanjingshan Song, Zhang & Zhu, 2006
- Chrysso foliata (L. Koch, 1878)
- Chrysso gounellei Levi, 1962
- Chrysso huae Tang, Yin & Peng, 2003
- Chrysso huanuco Levi, 1957
- Chrysso indicifera Chamberlin & Ivie, 1936
- Chrysso intervales Gonzaga, Leiner & Santos, 2006
- Chrysso isumbo Barrion & Litsinger, 1995
- Chrysso lativentris Yoshida, 1993
- Chrysso lingchuanensis Zhu & Zhang, 1992
- Chrysso mariae Levi, 1957
- Chrysso melba Levi, 1962
- Chrysso nigra (O. P.-Cambridge, 1880)
- Chrysso nigriceps Keyserling, 1884
- Chrysso nigrosterna Keyserling, 1891
- Chrysso nordica (Chamberlin & Ivie, 1947)
- Chrysso octomaculata (Bösenberg & Strand, 1906)
- Chrysso orchis Yoshida, Tso & Severinghaus, 2000
- Chrysso oxycera Zhu & Song, 1993
- Chrysso pelyx (Levi, 1957)
- Chrysso picturata (Simon, 1895)
- Chrysso pulcherrima (Mello-Leitão, 1917)
- Chrysso pulchra (Keyserling, 1891)
- Chrysso questona Levi, 1962
- Chrysso ribeirao Levi, 1962
- Chrysso rubrovittata (Keyserling, 1884)
- Chrysso sasakii Yoshida, 2001
- Chrysso scintillans (Thorell, 1895)
- Chrysso shimenensis Tang, Yin & Peng, 2003
- Chrysso sicki Levi, 1957
- Chrysso silva Levi, 1962
- Chrysso simoni Levi, 1962
- Chrysso spiniventris (O. P.-Cambridge, 1869)
- Chrysso subrapula Zhu, 1998
- Chrysso sulcata (Keyserling, 1884)
- Chrysso tiboli Barrion & Litsinger, 1995
- Chrysso trimaculata Zhu, Zhang & Xu, 1991
- Chrysso trispinula Zhu, 1998
- Chrysso vallensis Levi, 1957
- Chrysso vesiculosa (Simon, 1895)
- Chrysso vexabilis Keyserling, 1884
- Chrysso viridiventris Yoshida, 1996
- Chrysso vitra Zhu, 1998
- Chrysso vittatula (Roewer, 1942)
- Chrysso volcanensis Levi, 1962
- Chrysso wangi Zhu, 1998
- Chrysso wenxianensis Zhu, 1998